# Koulikoro
Koulikoro är en ort och kommun i västra Mali och är den administrativa huvudorten för en region med samma namn. Den är samtidigt huvudort för en av regionens administrativa kretsar, även den med samman namn som staden. Den är belägen vid Nigerfloden, cirka sex mil nordost om Bamako, och har cirka 50 000 invånare. Koulikoro är den östra ändstationen på järnvägslinjen Dakar-Niger, en linje som sammanbinder atlanthamnen vid Senegals huvudstad med trafiken på Nigerfloden. 

## Administrativ indelning
Koulikoro är indelat i tio stadsdelar (quartiers):
- Katibougou
- Kayo
- Kolebougou
- Koulikoro Ba
- Koulikoro Gare 1
- Koulikoro Gare 2
- Plateau 1
- Plateau 2
- Plateau 3
- Souban